# Armand Nicolas Wouillemont de Vivier
Armand Nicolas Wouillemont de Vivier, parfois orthographié Vouillemont, né le 19 décembre 1753 à Arsonval (Aube), mort le 23 décembre 1846 à Bar-sur-Aube (Aube), est un général français de la Révolution et de l’Empire.

## États de service
Il entre en service le 8 août 1773, en qualité de gendarme, et le 1er avril 1788, à la suite de la réforme de la gendarmerie il devient maréchal des logis-chef au 11e régiment de chasseurs à cheval. 
Il est nommé lieutenant le 12 janvier 1792, au 54e régiment d’infanterie, puis capitaine le 1er juin suivant. De 1792 à 1795, il sert dans les armées du Nord, des Ardennes, de la Moselle et de Sambre-et-Meuse. Il est blessé d’un éclat d’obus à la jambe droite le 26 juin 1794, à la bataille de Fleurus et il reçoit son brevet de chef de bataillon le 19 juin 1795, à la 108e demi-brigade de bataille. Le 20 septembre 1795, il est fait prisonnier lors du siège de Mannheim et il est libéré sur parole à la reddition de la place.
Le 1er novembre 1796, il est nommé chef de brigade à la 60e demi-brigade d’infanterie de ligne et le 27 octobre 1797, il passe à la 73e demi-brigade d’infanterie de ligne. En 1798 et 1799, il sert aux armées de Rome et de Naples, puis il devient adjudant-général aide de camp du général Miollis le 30 avril 1800.
Il est promu général de brigade provisoire par le général Masséna le 21 mai 1800, sur le champ de bataille lors du siège de Gênes. Le 15 mai 1801, il commande une brigade d’infanterie dans la division du général Watrin, au corps d'observation du Midi et le 23 septembre 1802, il est affecté dans la 18e division militaire. Il est fait chevalier de la Légion d’honneur le 11 décembre 1803 et commandeur de l’ordre le 14 juin 1804.
Le 30 avril 1807, il prend par intérim le commandement de la 12e division militaire et le 6 juin 1808, il passe dans la 10e division militaire, en tant que commandant du département des Hautes-Pyrénées. Il est créé baron de l’Empire le 12 avril 1813 et le 10 avril 1814, il assiste à la bataille de Toulouse.
Lors de la Première Restauration, il est fait chevalier de Saint-Louis par le roi Louis XVIII et il est admis à la retraite le 24 décembre 1814. Pendant les Cent-Jours, il est remis en activité le 3 juin 1815, comme commandant du département des Hautes-Pyrénées et le 1er août 1815, il est admis définitivement à la retraite.
Il meurt le 23 décembre 1846, à Bar-sur-Aube.

## Armoiries
| Figure | Nom du baron et blasonnement |
| ------ | --- |
|        | Armes du baron Armand Nicolas Wouillemont de Vivier et de l'Empire, décret du 9 janvier 1813, lettres patentes du 12 avril 1813, commandeur de la Légion d'honneur Coupé au premier parti à dextre d'azur à la comète rayonnante en bande d'argent pointant sur une coquille d'or, chargée d'une perle d'argent, posée au point inférieur du flanc sénestre, à sénestre des barons tirés de l'armée ; au 2e d'or à deux montagnes de sable, celle à sénestre fumante et la lave coulante de gueules, soutenue d'une terrasse de sable sommée d'une ville du même - Livrées : les couleurs de l'écu. |

## Sources
- (en) « Generals Who Served in the French Army during the Period 1789 - 1814: Eberle to Exelmans »
- Thierry Pouliquen, « Les généraux français et étrangers ayant servis [sic] dans la Grande Armée » (consulté le 3 mai 2015)
- « La noblesse d’Empire » (consulté le 3 mai 2015)
- A. Lievyns, Jean Maurice Verdot, Pierre Bégat, Fastes de la Légion-d'honneur, biographie de tous les décorés accompagnée de l'histoire législative et réglementaire de l'ordre, Tome 4, Bureau de l’administration, 1844, 640 p. (lire en ligne), p. 111.
- (pl) « Napoléon.org.pl »
- Vicomte Révérend, Armorial du premier empire, tome 4, Honoré Champion, libraire, Paris, 1897, p. 386.
- Arthur Chuquet, Ordres et apostilles de Napoléon (1799-1815), paris, librairie ancienne Honoré Champion, 1911, p. 247
- Georges Six, Dictionnaire biographique des généraux & amiraux français de la Révolution et de l'Empire (1792-1814), Paris : Librairie G. Saffroy, 1934, 2 vol., p. 575-576
- « Cote LH/2763/8 », base Léonore, ministère français de la Culture